# Marca de Mântua
A Marca de Mântua era um marquesado na Lombardia, norte da Itália, submissa ao Sacro Império Romano-Germânico.

## Marqueses de Mântua - Casa de Gonzaga(1433–1530)
- 1433-1444 : João Francisco
- 1444-1478 : Luís III, o Turco (1414–1478), filho do precedente
- 1478-1484 : Frederico I, o Corcunda (1440–1484), filho do precedente
- 1484-1519 : Francisco II (1466–1519), filho do precedente
- 1519-1530 : Frederico II (1500–1540), filho do precedente